# À contretemps (film)
Pour plus de détails, voir Fiche technique et Distribution.
À contretemps (En los márgenes) est un film espagnol réalisé par Juan Diego Botto, sorti en 2022.

## Synopsis
Le film est un hommage à la Plateforme des victimes du crédit hypothécaire. L'intrigue suit Rafa, un avocat et militant déterminé à aider les personnes expulsées de leur domicile. Son histoire croise celle d'Azucena (une caissière vivant avec Manuel sur le point de perdre sa maison) et de Teodora (une femme âgée qui a perdu sa maison après avoir été garante de son fils).

## Fiche technique
Sauf indication contraire, les informations mentionnées dans cette section peuvent être confirmées par la base de données cinématographiques IMDb,  présente dans la section « Liens externes ».
- Titre original : En los márgenes
- Titre en français : À contretemps
- Réalisation : Juan Diego Botto
- Scénario : Juan Diego Botto et Olga Rodriguez
- Musique : Eduardo Cruz
- Photographie : Arnau Valls Colomer
- Montage : Mapa Pastor
- Production : Penélope Cruz et Álvaro Longoria
- Sociétés de production : Amazon Prime Video, BE TV, Head Gear Films, La Compagnie Cinématographique, Morena Films, On the Fringe, Panache Productions, Proximus, Radio Televisión Española, TeleMadrid, VOO et Vértice 360
- Pays de production :  Espagne
- Genre : drame
- Durée : 105 minutes
- Dates de sortie :
  - Italie : 5 septembre 2022 (Mostra de Venise 2022)
  - Espagne : 7 octobre 2022
  - France : 5 juillet 2023

## Distribution
- Luis Tosar (VFB : Jean-Michel Vovk) : Rafa
- Penélope Cruz (VF : Ethel Houbiers) : Azucena
- Christian Checa (VFB : Maxime Van Santfoort) : Raúl, le beau-fils de Rafa
- Aixa Villagrán (VFB : France Bastoen) : Helena, la compagne de Rafa
- Adelfa Calvo (VFB : Nathalie Hons) : Teodora
- Font García : Germán
- Juan Diego Botto (VFB : Karim Barras) : Manuel
- Nur Al Levi (VFB : Maia Baran) : Alejandra
- María Isabel Díaz Lago (VFB : Nathalie Stas) : Paty
- Somaya Taoufiki : Badía
- Salma Naim Annaassi (VFB : Lylia Moumen) : Selma, la fille de Badía
- Ame Aneiros : Diego, le fils d'Azucena
- Katia Borlado : la maitresse de Diego

## Accueil

### Accueil critique
En France, le site Allociné propose une moyenne de 3,5⁄5, fondée sur 14 critiques de presse.

## Distinctions
Cette section récapitule les principales distinctions obtenues par le film. Pour une liste exhaustive, se référer à l'Internet Movie Database.

### Sélection
- Mostra de Venise 2022 : en compétition en section Orizzonti
- Festival international du film de Saint-Sébastien 2022 : sélection en section Perles

### Nominations
- Prix Feroz 2023 :
  - meilleur acteur pour Luis Tosar
  - meilleure actrice dans un second rôle pour Adelfa Calvo
- Prix Goyas 2023 :
  - meilleur acteur pour Luis Tosar
  - meilleure actrice dans un second rôle pour Penélope Cruz
  - meilleur espoir masculin pour Christian Checa
  - meilleur nouveau réalisateur pour Juan Diego Botto
  - meilleure chanson originale
- Prix Platino 2023 :
  - meilleur acteur pour Luis Tosar
  - meilleure actrice dans un second rôle pour Penélope Cruz